# Shannon Shorter
Shannon Jerod Shorter (Houston, 1º agosto 1989) è un cestista statunitense.

## Carriera
Il 18 dicembre 2021 si accasa tra le file del Spalato. Chiude la stagione in ABA Liga come miglior marcatore della regular season. Il 28 luglio 2022 prolunga il contratto con i Žuti ad un'altra stagione.